# Sheij Abd el-Qurna
La necrópolis de Sheij Abd el-Qurna (en árabe: شيخ عبدالقرنة‎) está localizada en la orilla oeste del Nilo en Tebas (Egipto). 
Es parte de la zona arqueológica de Deir el-Bahari. Ha sido declarada Patrimonio de la Humanidad por la UNESCO en 1979.
Su nombre proviene de la tumba de un santo local (Sheij).
En ella se encuentra la mayor concentración de tumbas privadas de personalidades de la Dinastía XVIII.

## Tumbas destacadas

Ataúd antropoide de Puia (entre 1500 y 1450 a.C., Imperio Nuevo), encontrado por Robert Mond en Sheij Abd el-Qurna. Museo Egizio, Turín.

- TT23 – Tjay, también llamado To, escriba real
- TT31 – Jons (Noble egipcio), también llamado Jonsu, primer profeta de Tutmosis III
- TT51 – Userhet, también llamado Neferhebef, gran sacerdote
- TT52 – Najt, astrónomo del templo de Amón
- TT55 – Ramose, visir y gobernador de Tebas con Ajenatón
- TT57 – Jaemhat, también llamado Mahu, escriba real e inspector de graneros con Amenhotep III
- TT69 – Menna, inspector de tierras durante el reinado de Tutmosis IV
- TT71 – Senenmut (véase también la DB353 en Deir el-Bahari), arquitecto real y preceptor de la princesa Neferura con Hatshepsut
- TT81 _ Ineni, arquitecto del antiguo Egipto.
- TT96 – Sennefer, también llamado Sennofer, alcalde de Tebas con Amenhotep II
- TT100 – Rejmira, visir y gobernador con Tutmosis III y Amenhotep II
- TT120 – Anen, hermano de la reina Tiy
- TT318 - Amenmose, cantero de la Necrópolis de Amón[2]
- TT343 – Benia, también llamado Pahekmen, director de obras